# Zlataritsa (vattendrag)
Zlataritsa (bulgariska: Златарица) är ett vattendrag i Bulgarien.   Det ligger i regionen Blagoevgrad, i den sydvästra delen av landet, 90 km söder om huvudstaden Sofia.
I omgivningarna runt Zlataritsa växer i huvudsak blandskog. Runt Zlataritsa är det ganska glesbefolkat, med 25 invånare per kvadratkilometer.